# Индриксон, Ульви Юлиусовна
Ульви Юлиусовна Индриксон (урожд. Воог) (эст. Ulvi Voog-Indrikson; род. 18 февраля 1937 года) — советская пловчиха и пловчиха в ластах. Многократная рекордсменка СССР.

## Спортивная карьера
Выступала за таллинское «Динамо». В 1957 году признавалась спортсменкой года в Эстонии.
Призёр чемпионата Европы 1958 года в эстафете. Участница Олимпиады 1960 года.
26-кратная чемпионка Эстонии. 11-кратная чемпионка СССР (100 м вольным стилем — 1955, 1956, 1957, 1958, 1960, 400 м вольным стилем — 1956, 1957, 1958, 1959, 1960; эстафета 4×100 м — 1958). Также завоевывала 5 серебряных и 5 бронзовых наград чемпионата СССР. Обладатель 10 рекордов СССР и 12 рекордов Эстонии.
В 1969 году участвовала в чемпионате Европы по плаванию в ластах и стала чемпионкой в плавании на 1 милю и в эстафете.
Мать эстонской пловчихи Кайре Индриксон, бабушка эстонских пловцов Триинд Альянд (1985) и Мартти Альянда (1987).
Окончила Тартуский университет. В 1967—1992 годах на тренерской работе в таллинском «Динамо».